# Route 403 (Terre-Neuve-et-Labrador)
Pour les articles homonymes, voir Route 403.
La route 403 est une route tertiaire de la province de Terre-Neuve-et-Labrador d'orientation ouest-est située dans l'ouest de l'île de Terre-Neuve, au sud de Corner Brook. Elle est une route faiblement empruntée reliant la Route Transcanadienne, la route 1, à Flat Bay et Journois, où elle se termine après avoir suivi la rive du golfe du Saint-Laurent sur 10 kilomètres. Elle est nommée Flat Bay Road, mesure 21 kilomètres, et est une route asphaltée sur l'entièreté de son tracé.

## Communautés traversées
- Flat Bay
- Flat Bay West
- Journois